# Peter Seeberg
Peter Seeberg (Skydstrup, 22 giugno 1925 – 8 gennaio 1999) è stato uno scrittore danese.
Il villaggio in cui nasce e trascorre la sua infanzia (segnata dalla precoce perdita del padre) è un ambiente chiuso di stretta mentalità religiosa. Dopo aver studiato Letterature Comparate all'Università di Copenaghen lavora come archeologo per alcuni musei danesi tra cui anche il Museo Nazionale; dal 1960 è stato anche direttore del Museo di Viborg.
Per quanto riguarda la sua attività di scrittore, il suo esordio si colloca nel 1956 con il romanzo Le comparse. Oltre al romanzo si cimenta anche in altri generi come il dramma e il racconto dove la sua scrittura si arricchisce di una sfumatura ironica.
La sua produzione è stata ripetutamente premiata: Premio Letterario dell'Accademia Danese nel 1977, Premio del Consiglio Nordico nel 1983, Premio austriaco per la Letteratura per l'infanzia nel 1991

## Opere

### Teatro
- Ferai, 1970
- På selve dagen, 1977

### Racconti brevi
- Eftersøgningen, 1962
- Dinosaurusens sene eftermiddag, 1974
- Argumenter for benåding, 1976
- Om fjorten dage, 1981
- Værkfører Thomsens endelige hengivelse, 1986
- Rejsen til Ribe, 1990
- Udvalgte noveller, 1994
- Halvdelen af natten, 1997
- En enkelt afbrydelse, 2001

### Romanzi
- Bipersonerne, 1956
- Fugls Føde, 1957
- Ved havet, 1978
- Hyrder, 1979
- Uden et navn, 1985
- Roland kommer til verden, 1987
- Den sovende dreng, 1989
- Frosten hjælper, 1989

### In italiano
- L'inchiesta ("Eftersøgningen", 1962, trad. it. 1988), Iperborea (ISBN 88-7091-003-2)